# Намы (озеро, Момский район)
Намы — пресноводное озеро на востоке Якутии, в Момском районе (Улахан-Чистайский наслег). Расположено в восточной части Момского района на Колымской низменности, в междуречье рек Ожогина и Камчатка. 
Площадь зеркала 15,4 км². Длина озера 5,1 км, ширина достигает 2,5 км в центральной части. Высота над уровнем моря — 102 м.
Береговая линия слабо изрезана. Берега низкие, покрыты редкостойной лиственничной тайгой, на севере — заболочены с присутствием кустарника. На южном берегу возвышается холм высотой 132 м. Острова отсутствуют. По периметру окружают озёра меньшего размера, на северо-востоке — два довольно крупных озера, одно называется Арылах, а другое не имеет названия. Согласно ГВР, имеет сток в реку Ожогина, однако, судя по топографической карте, сток осуществляется в реку Камчатку через водоток, вытекающий на востоке и проходящий через ряд озёр и проток.  Ближайший населённый пункт — село Куберганя, расположенное в 145 км к северо-западу.